# Yusuf Nabi
Yusuf Nabi (n. 1642, Şanlıurfa, Turcia – d. 10 aprilie 1712, Constantinopol, Imperiul Otoman) a fost un poet turc de origine kurdă.
A scris poeme didactico-filozofice în genul masnavi⁠(en)[traduceți], cum ar fi: Hayriyye⁠(tr)[traduceți] (c. 1701) și Hayr-âbâd⁠(tr)[traduceți] (1705) și care cuprind sfaturi pentru fiul său, Abdul Hayr.
În scrierile sale și mai ales în opera geografică Tuhfetü'l Harameyn (1682, editată în 1849, „Călătorie în cele două orașe sfinte”) descrie societatea acelei perioade.
Opera sa literară s-a bucurat de o largă audiență și influență în literatura turcă.